# Ренато Руджеро
Ренато Руджеро (італ. Renato Ruggiero; 9 квітня 1930, Неаполь — 4 серпня 2013, Мілан) — італійський державний діяч і дипломат, міністр закордонних справ Італії (2001–2002).

## Біографія
Після отримання в 1955 року юридичної освіти в Неапольському університеті імені Фрідріха II почав займатися дипломатичною діяльністю. Працював у дипломатичних представництвах в Сан-Паулу, Москві, Вашингтоні та Белграді.
- 1970–1973 — глава апарату президента Європейської комісії Франко Мальфатті.
- 1973–1977 — керівник генеральної дирекції з регіональної політики Єврокомісії.
- 1977–1980 — радник із зовнішньої політики прем'єр-міністра і глави апарату міністра закордонних справ Італії.
- 1980–1984 — постійний представник Італії при Європейському Співтоваристві.
- 1984–1985 — начальник економічного відділу МЗС Італії.
- 1985–1987 — генеральний секретар і керівник департаменту кадрів МЗС Італії.
- 1987–1991 — міністр зовнішньої торгівлі Італії.
- 1991–1995 — обіймав керівні посади в концерні Fiat та ряді інших великих кампаній.
- 1995–1999 — генеральний директор Світової організації торгівлі.
- 1999–2001 — президент концерну Eni.
- 2001–2002 — міністр закордонних справ Італії, пішов у відставку через незгоду з курсом прем'єр-міністра Сільвіо Берлусконі і партії Ліга Півночі.
- 2006–2008 — консультант з європейської політики прем'єр-міністра Романо Проді.

До самої смерті працював у Citigroup.